# Комсомольское сельское поселение (Рязанская область)
Комсомольское сельское поселение — упразднённое муниципальное образование (сельское поселение), существовавшее в составе Рыбновского района Рязанской области России.
Административным центром являлся посёлок Комсомольский.

## История
Комсомольское сельское поселение образовано в 2006 г. Упразднено путём присоединения к Пионерскому сельскому поселению в апреле 2014 г.

## Население
| 2010 | 2012 | 2013 |
| ---- | ---- | ---- |
| 333  | ↘322 | ↘310 |

## Состав сельского поселения
| № | Населённый пункт | Тип населённого пункта          | Население |
| - | ---------------- | ------------------------------- | --------- |
| 1 | Богословка       | деревня                         | 14        |
| 2 | Борисовское      | село                            | ↘65       |
| 3 | Комсомольский    | посёлок, административный центр | 218       |
| 4 | Крупники         | село                            | ↘14       |
| 5 | Малышево         | деревня                         | ↘18       |
| 6 | Требушки         | деревня                         | 0         |
| 7 | Щекотово         | деревня                         | 4         |